# Ditrichum brachypodum
Ditrichum brachypodum là một loài rêu trong họ Ditrichaceae. Loài này được Müll. Hal. Broth. mô tả khoa học đầu tiên năm 1901.